# Dade City North
Dade City North és una concentració de població designada pel cens dels Estats Units a l'estat de Florida. Segons el cens del 2000 tenia 3.319 habitants.

## Demografia
Segons el cens del 2000, Dade City North tenia 3.319 habitants, 910 habitatges, i 663 famílies. La densitat de població era de 704,1 habitants per km².
Dels 910 habitatges en un 43,5% hi vivien nens de menys de 18 anys, en un 45,9% hi vivien parelles casades, en un 17,1% dones solteres, i en un 27,1% no eren unitats familiars. En el 19,2% dels habitatges hi vivien persones soles el 8,8% de les quals corresponia a persones de 65 anys o més que vivien soles. El nombre mitjà de persones vivint en cada habitatge era de 3,39 i el nombre mitjà de persones que vivien en cada família era de 3,81.
Per edats la població es repartia de la següent manera: un 33,1% tenia menys de 18 anys, un 14,9% entre 18 i 24, un 29,3% entre 25 i 44, un 16,1% de 45 a 60 i un 6,7% 65 anys o més.
L'edat mediana era de 26 anys. Per cada 100 dones de 18 o més anys hi havia 125,8 homes.
La renda mediana per habitatge era de 25.000 $ i la renda mediana per família de 25.987 $. Els homes tenien una renda mediana de 18.817 $ mentre que les dones 17.393 $. La renda per capita de la població era de 10.129 $. Entorn del 22,7% de les famílies i el 29,1% de la població estaven per davall del llindar de pobresa.

## Poblacions més properes
El següent diagrama mostra les poblacions més properes.